# 제16회 금마장
제16회 금마장의 시상식에 관한 내용이다.

## 수상 및 후보

### 작품상
- 소성고사 - 이행 수상

### 감독상
- 호금전 수상

### 남우주연상
- 가준웅 수상

### 여우주연상
- 임봉교 수상

### 남우조연상
- 한소 수상

### 여우조연상
- 침시화 수상